# Ministero della cultura e del patrimonio nazionale (Polonia)
Il Ministero della cultura e del patrimonio nazionale della Repubblica di Polonia (in polacco: Ministerstwo Kultury i Dziedzictwa Narodowego) è un dicastero del Governo della Polonia, ausiliare al ministro responsabile della cultura e della tutela del patrimonio nazionale. Il ministero fu istituito il 26 ottobre 1999 e ha iniziato a essere operativo il 10 novembre dello stesso anno. Nel periodo del 23 ottobre 2001 e del 31 ottobre 2005, fu chiamato Ministero della Cultura
La storia dell'autorità risale all'anno 1918, quando fu fondato con la designazione di Ministero delle arti e della cultura, soppresso nel 1922 in seguito alla razionalizzazione della spesa pubblica.  Dal 1949, il Palazzo Potocki è la sede principale del Ministero.